# Rietumu Bank
Die Rietumu Bank ist eine lettische Geschäftsbank, die 1992 gegründet wurde. Es ist eine der größten Privatbanken in den Baltischen Staaten und ist auf wohlhabende Einzelkunden oder Firmenkunden spezialisiert. Der Sitz der Bank ist in Riga.

## Tätigkeiten
Die Bank ist auf der ganzen Welt vertreten und bietet eine große Anzahl an finanziellen Dienstleistungen an für Kunden die Firmen in Europa, den Baltischen Staaten, Weißrussland, Russland der Ukraine und anderen Regionen haben. Neben den traditionellen Bankdienstleistungen wie zum Beispiel internationale Zahlungen, Luxuskreditkarten oder Kreditverteilungen, bietet die Bank Beratungen, Brokerage, Vermögensverwaltung und Hilfe dabei, eine Aufenthaltserlaubnis in Lettland zu bekommen, an.
Neben dem Hauptsitz in Riga hat die Rietumu Bank Filialen in Moskau, Kiev, Minsk, Almaty, Bukarest. Die Abwicklung von Bankgeschäften von zuhause wird durch Onlinebanking und die iPhone App ermöglicht. Diese Dienstleistungen werden in Lettisch, Russisch, Englisch, Französisch, Deutsch und Chinesisch angeboten.

## Errungenschaften und Auszeichnungen
2004
- Die internationale Finanzzeitschrift, Global Finance, hat die Rietumu Bank als beste Bank in Lettland im Gebiet der Währungstätigkeiten

2009
- Die Rietumu Bank gewinnt den Russian Wealth Award. Sie wurde als beste Bank in den Baltischen Staaten ernannt, die Privatbanking und Vermögensmanagement für russische Kunden anbietet
- Das Banker magazine setzt wieder die Rietumu Bank auf den zweiten Platz in dem Rating für die am schnellsten entwickelnden Banken in Zentraleuropa
- Die Wirtschaftszeitschrift „Business New Magazine“  führte Forschungen über die „New Europe“ Banken in 2009–2010 durch und kam zu dem Ergebnis das die Rietumu Bank die beste Bank in Lettland ist

2015
- Die Bank veröffentlicht bedeutende und moderne hi-tech Produkte: eine Onlinebanking App für die Apple Watch wird eingeführt, weitere Apps wurden erneuert.
- Die Rietumu Bank bekommt das PCI-DSS Zertifikat als erste in den Baltischen Staaten. Ein Programm zur Unterstützung von Start-Ups wurde entwickelt.
- Die Bank wurde ein Partner von TechHub Riga und dem „Silicon Valley comes to theBaltic“ Forum und dem Wettkampf für das beste StartUp.
- Die Rietumu Bank Aktien starten sehr erfolgreich.
- Die Bank wurde „SPEAR’S Russia Wealth Management Awards“ Gewinner zum fünften Mal.
- Die Bank half bei der Finanzierung bei vielen wichtigen kulturellen Events in Lettland, wie z. B. „Rendez-vous with Laima Vaikule“, das World Jazz Festival oder die Ausstellung „Rerikh in Latvia“.
- Die Bank wurde Partner einer der wichtigsten modernen Kunstveranstaltungen, der Moscow International Biennale.

2016
- In Riga findet der zweite internationale Wettbewerb der Rietumu FinTech Challenge von der TechHub Riga Academy statt. Es gewinnt die lettische Firma Nordigen. Im Zuge der Zusammenarbeit der Rietumu Bank und TechHub Riga werden zwei Treffen organisiert, um das Ökosystem in Lettland zu entwickeln.
- Die Rietumu Bank nimmt wieder an der XIII International Conference “Black Sea Grain” in Kiev teil.
- Die Rietumu Bank unterstützt die ReputationTime Conference und viele andere wichtige Events.
- Durch JSON API-Rietumu Broker Link wird die Rietumu Bank die erste Bank auf dem Markt, die es anbietet automatisch und strukturiert Zugang zu Investment Portfolios zu haben. Merkmale dieses sind es Informationen über Positionen, Bankabrechnungen und anderen finanziellen Instrumenten zu bekommen.
- Die Rietumu Asset Management (RAM) Firma veröffentlicht zwei neue Investmentprodukte: "Industry 4.0" und "Target Maturity Bonds”. Diese einzigartigen Portfolios vereinfachen die Investition in zukünftige Technologien und verlässliche Anleihen.
- Durch das IRietumu Onlinebanking ist es jetzt möglich Handelsgeschäfte mit den amerikanischen Hauptbörsen zu tätigen. (NASDAQ und NYSE)
- Anleihen der JSC „Rietumu Banka“ sind nun an der Börse in Riga gelistet.

## Sanktionen
2017
- Der Finanz- und Kapitalmarktausschuss bestätigte, dass die Rietumu eine Strafe von 1,5 Millionen Euro bezahlen muss, da sie nicht den Geldwäschepräventionsvorschriften und der Bekämpfung der Terrorismusfinanzierung gerecht wurde.
- Nachdem die Bank vor einem französischen Gericht wegen Steuerhinterziehung und Geldwäscheplänen zu einer Strafe von 80 Millionen Euro verurteilt wurde, legte die Rietumu Bank Revision ein.